# Faas Eliaslaan
De Faas Eliaslaan is een laan in Baarn in de Nederlandse provincie Utrecht. Deze laan verbindt de Kerkstraat met de Noorderstraat. De Faas Eliaslaan is ongeveer 470 meter lang.
De laan werd genoemd naar de bewoonster van het huidige huis Huis Schoonoord, jonkvrouw Faas Elias. Voor die tijd werd de weg Noorderlaan genoemd, Schoonoord was toen de enige bebouwing aan de laan. Aan de laan staan meest vrijstaande en dubbele woningen uit de eerste helft van de twintigste eeuw.

## Gemeentelijke monumenten
- Faas Eliaslaan 5-7
- Faas Eliaslaan 6
- Faas Eliaslaan 18
- Faas Eliaslaan 31-33
- Faas Eliaslaan 35-37